# Оновеј (Алберта)
Оновеј (енгл. Onoway) је варошица у централном делу канадске провинције Алберта, у оквиру статистичке регије Централна Алберта. Налази се западно од главног града провинције Едмонтона и јужно од реке Стурџен, на раскрсници провинцијских ауто-путева 37 и 43. 
Према резултатима пописа становништва из 2011. у варошици је живело 1.039 становника у 403 домаћинства, 
што је за чак 18% више у односу на попис из 2006. када је регистровано 875 становника.

## Становништво
| 2006. | 2011. |
| ----- | ----- |
| 875   | 1.039 |